# 147. østlige længdekreds
Den 147. østlige længdekreds (eller 147 grader østlig længde) er en længdekreds, der ligger 147 grader øst for nulmeridianen. Den løber gennem Ishavet, Asien, Stillehavet, Australasien, det Sydlige Ishav og Antarktis.